# Episodi di Tracy e Polpetta (quinta stagione)
La quinta stagione della serie televisiva 'Tracy e Polpetta' è stata trasmessa in Italia nel 2008 su Rai 2.
| nº | Titolo                           | Prima TV Italia |
| -- | -------------------------------- | --------------- |
| 1  | A scuola con la supplente        | ?               |
| 2  | Un film super spaventoso         | ?               |
| 3  | L'orologio a cucù                | ?               |
| 4  | Tutta colpa della storia         | ?               |
| 5  | La valigia svaligiata            | ?               |
| 6  | Paura tra i banchi               | ?               |
| 7  | Il diario magico                 | ?               |
| 8  | Chi ha visto la sposa?           | ?               |
| 9  | Tutti pazzi per la batteria      | ?               |
| 10 | Salva la talpa!                  | ?               |
| 11 | Qui Polpetta ci cova             | ?               |
| 12 | Il pirata dei poveri             | ?               |
| 13 | La talpa invisibile              | ?               |
| 14 | Polpetta e le mille bolle        | ?               |
| 15 | Cuori di budino                  | ?               |
| 16 | Che ci scommetti?                | ?               |
| 17 | La casa stregata                 | ?               |
| 18 | Tutti in video                   | ?               |
| 19 | Tracy prende il volo             | ?               |
| 20 | Tracy campionessa della galassia |                 |
| 21 | Tracy e i panta-guai             |                 |
| 22 | Un giorno da brividi             | ?               |
| 23 | Otto zampe e una sorpresa        | ?               |
| 24 | Il tri-albero di Natale          | ?               |
| 25 | ?                                | ?               |
| 26 | ?                                | ?               |

## A scuola con la supplente

### Trama
Oggi tutti e tre gli amici vanno a scuola perché ci sarà una nuova supplente che non conosce ancora gli studenti.
In classe i tre studenti combinano guai e la supplente non riesce a svolgere tranquillamente la lezione.
Bill rimprovera Tracy e Polpetta e regala un righello magico alla supplente.
Lei crede che il righello magico abbia fatto scomparire Van Ruben, che se ne è andato di propria volontà.
Bill le rivelerà che per risolvere alcuni problemi con gli studenti dovrà solo avere più fiducia in se stessa.

## Un film super spaventoso

### Trama
In questo episodio si insegna a chiedere l'età di una persona.
Tracy e Polpetta vorrebbero andare a vedere un film dell'orrore, ma non possono perché si tratta di un film vietato ai bambini.
Scoprono che per entrare nel cinema devono riuscire a superare il controllo all'ingresso e per farlo provano a travestirsi da persone anziane. I due amici chiedono aiuto anche a Van Ruben, ma una volta che sono tutti dentro al cinema, Van Ruben scopre che il film parla di fantasmi spaventosi e scappa terrorizzato. Tracy e Polpetta, invece, rimangono apparentemente seduti tranquilli, ma solo perché si sono addormentati durante il film.

## L'orologio a cucù

### Trama
In questo episodio si insegna la lettura dell'orologio.
Tracy ha appeso al muro un fantastico orologio a cucù, ma Van Ruben è infastidito e decide di romperlo.
Stig spiega cosa è successo a Tracy e purtroppo pensa di poter aiutare gli amici segnando le ore come un cucù, anche durante la notte.
Per fortuna l'orologiaio riesce a riparare l'orologio a cucù, ma per evitare che venga ancora sabotato da Van Ruben, questo viene appeso al collo di Stig.

## Tutta colpa della storia

### Trama
In questo episodio si insegnano i nomi dei giorni della settimana e delle discipline scolastiche.
Per riordinare i libri di scuola, Tracy colpisce Bill con un pesante libro di storia e a causa di questo incidente si materializza un antico soldato romano che vuole insegnare a tutti a combattere contro gli animali del circo.
Dato che il soldato gladiatore obbedisce soltanto agli ordini dell'imperatore Cesare, gli amici decidono di travestire Van Ruben da imperatore, ma ben presto quest'ultimo inizierà ad impartire ordini a tutti per fare tutto quello che vuole.
Bill viene a salvare la situazione spiegando che sul libro di storia è scritto anche che i giochi al circo sono stati aboliti dallo stesso imperatore. Il soldato ne rimane molto deluso, ma Bill riesce a trovargli subito un altro lavoro: l'insegnante di storia dei giochi.

## La valigia svaligiata

### Trama
Tracy è ritornata da un viaggio in Italia ed ha portato dei regali per tutti, ma scopre di aver preso per errore la valigia di qualcun altro.
Grazie all'etichetta si riesce a risalire al nome del proprietario della valigia, ma nel frattempo Van Ruben la svuota del suo contenuto. 
Vedendosi costretto a restituire tutte le cose rubate, Van Ruben decide di vendicarsi rompendo una bussola che era contenuta nella valigia, ma quando il proprietario riceve indietro i propri oggetti e decide di fare un regalo a tutti, Van Ruben riveve in ricompensa proprio la stessa bussola che poco prima aveva rotto.

## Paura tra i banchi

### Trama
Tracy ha preso un brutto voto a scuola e chiede a Polpetta di aiutarla a cambiare questo voto entrando di notte a scuola.
All'interno si trova un bidello insano di mente che spiega la matematica facendo gravi errori.
Van Ruben scopre la mappa della scuola di Tracy, la scambia per una mappa del tesoro e segue di nascosto i due amici.
Anche lui incontra il bidello e finisce per scappare terrorizzato.
Tracy ha capito che non è importante il voto, ma solo imparare le cose giuste.

## Il diario magico

### Trama
In questo episodio si insegna come esprimere una data in lingua inglese.
I tre amici si accusano a vicenda di non rispettare le regole della casa e, per mettere a tacere la discussione, Bill decide di usare la sua magia per mostrare le immagini di alcuni ricordi all'interno del diario di Tracy: nel diario si vedono sia momenti dove Tracy e Polpetta si sono comportati bene, sia i momenti dove si sono comportati male, mentre per Van Ruben il diario mostra solo episodi buffi e divertenti.

## Chi ha visto la sposa?

### Trama
In questo episodio si insegnano le indicazioni stradali.
Una sposa suona il campanello ed entra in casa, per chiedere dove si trova la chiesa.
Van Ruben si innamora della sposa e vuole impedirle di raggiungere la chiesa: modifica la mappa e impedisce a Bill di aiutare la sposa.
Tracy e Polpetta scoprono l'inganno di Van Ruben e aiutano la sposa.
Dopo il matrimonio si sente suonare di nuovo il campanello e Van Ruben scappa temendo l'arrivo dello sposo.

## Salva la talpa!

### Trama
In questo episodio si insegnano i nomi degli animali e il cibo di cui si nutrono.
Lo zoo invia a Tracy una lettera per una adozione a distanza, ma Polpetta e Van Ruben fraintendono il tipo di adozione e temono di avere una tigre oppure un orso in casa e di finire a vivere dentro uno zoo.
Per evitarlo Van Ruben si traveste da professore e raccomanda a Tracy di proteggere le talpe perché anche queste sono malate e in via di estinzione e, a conferma delle parole del finto professore, Polpetta finge di non avere più appetito.

## Qui Polpetta ci cova

### Trama
In questo episodio si insegnano i numeri.
Tutti e quattro gli amici vogliono andare al museo di storia naturale.
Polpetta scopre che i pinguini nascono dalle uova, come i dinosauri, così decide di covare le uova che sono in cucina.
Mentre Polpetta cova le uova le macchia con la marmellata, così Van Ruben le scambia per uova di dinosauro e le ruba per rivenderle.
Polpetta teme che sia stata Tracy a prendere le sue uova, ma Van Ruben le riporta quando si accorge dell'errore.
Così, finalmente, dalle uova nascono 7 piccoli di... tartaruga!

## Il pirata dei poveri

### Trama
In questo episodio si insegna come acquistare oggetti in un negozio.
Tracy porta a casa alcuni oggetti acquistati presso un negozio di oggetti di seconda mano, che fa beneficenza ai poveri.
Tracy vuole diventare commessa presso il negozio e Van Ruben tenterà di prendere il suo posto per guadagnare qualcosa.
Purtroppo rimarrà molto deluso quando scoprirà che il lavoro è da volontario e che quindi non verrà pagato.
Nel negozio una cliente invita Van Ruben ad una festa da ballo e si scopre che anche la festa da ballo è una festa di beneficenza.

## Polpetta e le mille bolle

### Trama
In questo episodio si insegnano i nomi delle pietanze.
Polpetta è coperto di bolle rosse su tutto il corpo e va dal medico.
Il medico lo mette a dieta, ma Van Ruben decide di curarlo con un'antica tisana a base di bava di lumaca.
Polpetta in realtà non segue la dieta del medico e, oltre alla medicina di Van Ruben, mangia di tutto. 
Per questo motivo la sua situazione peggiora e scopre che a scatenare la sua allergia è stata proprio la bava di lumaca.

## Cuori di budino

### Trama
In questo episodio si insegnano i rapporti di parentela.
Tutti vogliono vedere una diversa trasmissione televisiva:
Tracy e Polpetta vogliono vedere la soap-opera "Cuori di budino", Bill vorrebbe vedere un documentario, Van Ruben vorrebbe vedere "Capitan Castigamatti".
Van Ruben prova a chiamare zia Hypnotichella per far addormentare tutti gli altri, ma poi scopre che anche a lei piace vedere la soap-opera.

## Che ci scommetti?

### Trama
In questo episodio si insegnano i nomi dei lavori e dei mestieri. 
Van Ruben sta rispondendo ad un test per rispondere alla domanda: "qual è il mestiere più adatto a te?"
Tutti sono curiosi di conoscere il risultato del test, ma Van Ruben non vuole svelarlo a nessuno.
Polpetta e Tracy vogliono fare una scommessa su chi riuscirà ad indovinare la risposta, ma per colpa di Tracy che perde la scommessa, Polpetta diventa schiavo di Van Ruben.
Per fortuna Bill riesce ad indovinar la risposta e libera Polpetta: si scopre così che Van Ruben dovrebbe fare lo scrittore di romanzi rosa!

## La casa stregata

### Trama
Oggi Van Ruben non è riuscito a dormire bene nel suo solito armadio, Polpetta invece non riesce a dormire sul tappetino ai piedi del letto. Entrambi chiedono di avere un vero letto e una propria camera da letto.
Van Ruben ha un piano: vuole vendere la casa per averne una più grande.
Tracy e Polpetta chiedono aiuto a Bill: vogliono spaventare i potenziali clienti fingendo che la casa sia stregata.

## Tutti in video

### Trama
Questo episodio descrive alcune famose filastrocche per bambini in lingua inglese.
Tracy vuole pubblicare un video su Internet con le filastrocche inglesi, ma non vuole far partecipare Polpetta e Ruby. Per realizzare il video Tracy ha bisogno anche della videocamera della vicina Mrs Smith che però vorrebbe veder collaborare i suoi tre amici, quindi decidono insieme di girare un video sul salto della corda, dove tutti possono partecipare, anche se Polpetta in realtà non è molto bravo nel saltare...

## Tracy prende il volo

### Trama
In questo episodio si insegnano le procedure che si svolgono in un aeroporto.
Tracy, Polpetta, Van Ruben e Bill devono prendere un aereo per andare dalla mamma di Polpetta, ma Tracy è terrorizzata dal volo.
Per questo motivo escogita diversi modi per evitare di partire.

## Tracy campionessa della galassia

### Trama
In questo episodio si insegnano i nomi di alcuni sport.
Tracy non sa quale sport scegliere tra pallavolo e calcio, ma Van Ruben la convince ad entrare nella squadra di calcio, dato che è troppo bassa per la pallavolo.
Tracy porta Polpetta durante il provino per la squadra di calcio, ma, con sua grande sorpresa, Polpetta viene fatto entrare in squadra al suo posto.
Bill suggerisce a Tracy di giocare con gli amici allo sport che la diverte di più, cioè alla pallavolo, e Polpetta propone di usare la sua sciarpa come rete.

## Tracy e i panta-guai

### Trama
In questo episodio si insegna la descrizione delle caratteristiche del corpo umano.
Oggi Tracy ha trovato dei vecchi pantaloni che però le vanno un po' stretti e non la fanno respirare.
Lei finge di non avere problemi con i pantaloni, anche se le provocano mal di pancia e per questo motivo viene chiamato un dottore.
Il dr. No vuole fare un'iniezione a tutti gli amici di Tracy, ma quando si rompe il bottone dei pantaloni di Tracy, lei si sente subito meglio.
Van Ruben prende in giro Tracy dicendole che è grassa, mentre Bill spiega che è solo cresciuta, per questo motivo tutti decidono di andare ad acquistare nuovi abiti.

## Un giorno da brividi

### Trama
In questo episodio si insegnano i termini usati nella stagione invernale. Oggi Tracy e Polpetta discutono per impostare la temperatura ideale in casa: Tracy ha freddo, mentre Polpetta ha caldo e quindi spegne la caldaia. Van Ruben ha mal di gola e febbre alta e si addormenta sul divano sotto le coperte, mentre Tracy ha mal d'orecchie e cerca di riscaldarsi accendendo il caminetto con le parole crociate di Van Ruben. Alla fine la caldaia finisce col rompersi a causa del troppo freddo e Bill chiama il tecnico che imposta una temperatura intermedia che permette di ridurre anche l'inquinamento.

## Otto zampe e una sorpresa

### Trama
Oggi sul giornale si parla di un ragno Daisy che è fuggito da un laboratorio e della ricompensa promessa per chi lo riuscirà a catturare: Polpetta vorrebbe mangiarselo, mentre Rudy vorrebbe catturarlo per il premio in denaro. Mentre uno spazzacamino sta pulendo il caminetto il ragno cade in casa all'improvviso, ma né Polpetta né Ruby riescono a catturare Daisy. Lo spazzacamino scappa per la paura, mentre Tracy lo salva dalla pianta carnivora mettendolo in una scatola. Poco dopo si scopre che Daisy è appena diventata la mamma di tanti piccoli ragnini.